# Romandië

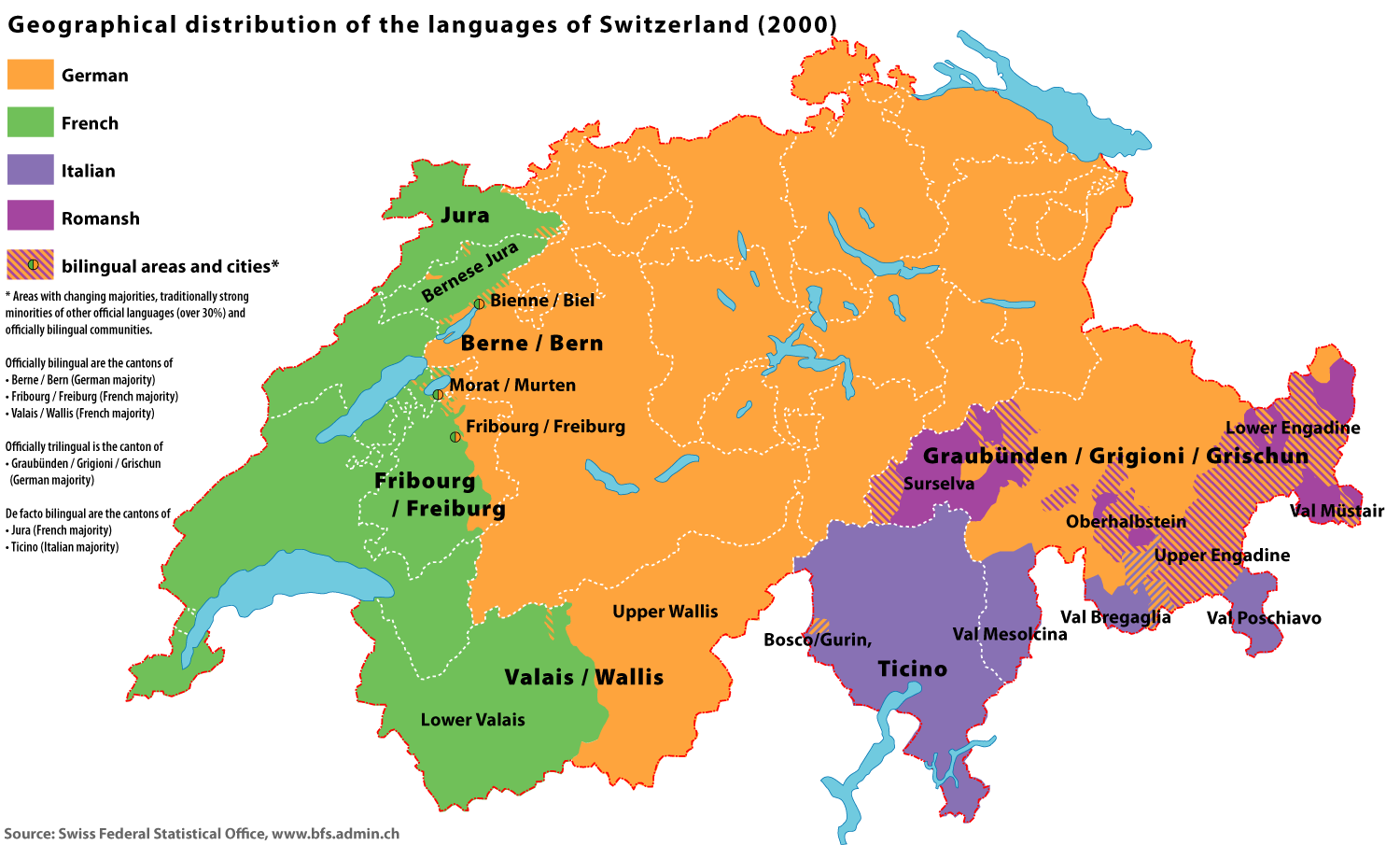
De taalgebieden van Zwitserland.

Het Franse taalgebied met Frankrijk, Wallonië en Romandië.

Romandië (Frans: la Suisse romande of Romandie en Duits: Romandie, Welsche Schweiz of Welschschweiz) is het Franstalig deel van Zwitserland. De bewoners van het gebied noemen zich Suisses romands en zien zich min of meer als culturele eenheid, waarmee ze zich enerzijds onderscheiden van de Duitstalige meerderheid van de Zwitserse bevolking en anderzijds van Frankrijk.
Het bestaat uit de Franstalige kantons Genève, Vaud, Neuchâtel en Jura en de Franstalige gedeelten van de tweetalige kantons Wallis, Fribourg en Bern.
De grens tussen Frans en Duits Zwitserland wordt de Röstigraben genoemd en ligt ongeveer bij de rivier de Saane.

## Taal
De officiële taal is er het Frans. Oorspronkelijk was de taal van Romandië niet het Frans, maar verschillende varianten van het Arpitaans, bekend als Francoprovençaals, een taal apart van het Frans. Het aantal sprekers van deze taal is sterk achteruitgegaan en de Arpitaanse dialecten in Zwitserland zijn ernstig in hun voortbestaan bedreigd. De oude dialecten worden tegenwoordig door minder dan 2% van de bevolking gesproken.
De belangrijkste verschillen met het Frans uit Frankrijk zijn het gebruik van de telwoorden. Net zoals in Wallonië (België) is 70 septante en 90 nonante, in plaats van soixante-dix en quatre-vingt-dix. In Vaud, Freiburg en Wallis wordt voor 80 ook huitante gebruikt, in plaats van quatre-vingts. Deze kenmerken heeft het Zwitsers Frans overgenomen van de oorspronkelijke Arpitaanse dialecten die in het gebied werden gesproken. Dat in Zwitserland voor een groot deel Duits wordt gesproken heeft invloed op het Frans dat in Frans Zwitserland wordt gesproken.

## Romandische kantons
| Afkorting | Wapenschild | Kanton    | Sinds | Hoofdplaats | Bevolking | %    | Oppervlakte | %    | Dichtheid | Aantal gemeentes | Officiële talen |
| --------- | ----------- | --------- | ----- | ----------- | --------- | ---- | ----------- | ---- | --------- | ---------------- | --------------- |
| BE        |             | Bern      | 1353  | Bern        | 1 031 126 | 12,2 | 5 959,44    | 14,4 | 173       | 383              | Duits Frans     |
| FR        |             | Fribourg  | 1481  | Fribourg    | 315 074   | 3,7  | 1 670,7     | 4,0  | 189       | 167              | Frans Duits     |
| VD        |             | Vaud      | 1803  | Lausanne    | 800 162   | 9,4  | 3 212,03    | 7,8  | 249       | 375              | Frans           |
| VS        |             | Wallis    | 1815  | Sion        | 341 463   | 4    | 5 224,25    | 12,7 | 65        | 141              | Frans Duits     |
| NE        |             | Neuchâtel | 1815  | Neuchâtel   | 177 964   | 2,1  | 802,93      | 1,9  | 222       | 53               | Frans           |
| GE        |             | Genève    | 1815  | Genève      | 495 249   | 5,8  | 282,48      | 0,7  | 1 753     | 45               | Frans           |
| JU        |             | Jura      | 1979  | Delémont    | 73 290    | 0,9  | 838,55      | 2    | 87        | 64               | Frans           |

## Ronde van Romandië
Sinds 1947 wordt in het Franstalig deel van Zwitserland ieder jaar de Ronde van Romandië gereden, een meerdaagse wielerwedstrijd voor beroepsrenners.
- Gemeinsame Normdatei: 4194045-3
- Historisch woordenboek van Zwitserland: 017441
- Library of Congress Control Number: sh85131348
- Nationale Bibliotheek van Israël: 987007553536605171
- Virtual International Authority File: 315160387